# Ayamán
Ayamán (Ayoman).- indijansko pleme porodice Jirajaran nastanjeno danas u području   venezuelskih država Lara i Falcón. Jezično su najsrodniji plemenima Jirajara, Gayones, Cuibas i Xaguas ili Ajaguas. Pleme Ayamán, prema riječima lidera regionalne političke organizacije Abrebrecha, Antonio Rumbosa-, ima pet zajednica u državama Lara i Falcón, od kojih je najveća ona u planinama Moroturo, dvije u općinama Torres i Crespo u državi Lara, te dvije u državi Falcón. Svih skupa ima ih oko 1,000. Jirajara se danas bore za službeno priznanje statusa indijanskog plemena kojih je do 2005. priznato 34. 

## Vanjske poveznice
- Los Ayamanes
- Parroquia San miguel: Capital Aguada Grande.  Arhivirana inačica izvorne stranice od 9. rujna 2006. (Wayback Machine)